# 500 kilomètres de Suzuka 1983
Navigation
Édition précédente Édition suivante
Les 500 kilomètres de Suzuka 1983, disputées le 3 avril 1983 sur le Circuit de Suzuka, ont été la quinzième édition de cette épreuve et la première manche du Championnat du Japon de sport-prototypes 1983.

## La course

### Classement de la course
Voici le classement officiel au terme de la course,.
- Les premiers de chaque catégorie du championnat du monde sont signalés par un fond jaune.
- Pour la colonne Pneus, il faut passer le curseur au-dessus du modèle pour connaître le manufacturier de pneumatiques.
- Les voitures ne réussissant pas à parcourir 75% de la distance du gagnant sont non classées (NC).

| Pos  | Classe | no | Écurie                  | Pilotes                                | Châssis                             | Pneus | Tours | Temps               |
| Pos  | Classe | no | Écurie                  | Pilotes                                | Moteur                              | Pneus | Tours | Temps               |
| ---- | ------ | -- | ----------------------- | -------------------------------------- | ----------------------------------- | ----- | ----- | ------------------- |
| 1    | C      | 1  | Trust Racing Team (en)  | Naohiro Fujita Vern Schuppan           | Porsche 956                         | D     | 83    | 3 h 19 min 11 s 940 |
| 1    | C      | 1  | Trust Racing Team (en)  | Naohiro Fujita Vern Schuppan           | Porsche Type-935 2,6 l Flat-6 Turbo | D     | 83    | 3 h 19 min 11 s 940 |
| 2    | C      | 9  | Team Tom's              | Kaoru Hoshino Masanori Sekiya          | Tom's 82C                           | B     | 81    | + 2 tours           |
| 2    | C      | 9  | Team Tom's              | Kaoru Hoshino Masanori Sekiya          | Toyota 4T-GT 2,1 l I4 Turbo         | B     | 81    | + 2 tours           |
| 3    | B      | 3  | Alpha Cubic Racing Team | Chiyomi Totani Taku Akaike             | Mazda RX-7 825                      | D     | 78    | + 5 tours           |
| 3    | B      | 3  | Alpha Cubic Racing Team | Chiyomi Totani Taku Akaike             | Mazda 13B 1,3 l Turbo 2-Rotor       | D     | 78    | + 5 tours           |
| 4    | A      | 68 | Team Yamato             | Tsuguo Ooba Katsuaki Satou             | Honda Civic                         | B     | 76    | + 7 tours           |
| 4    | A      | 68 | Team Yamato             | Tsuguo Ooba Katsuaki Satou             | Honda EB1 1,3 l I4 Atmo             | B     | 76    | + 7 tours           |
| 5    | A      | 76 | Bellco West             | Hideki Ogawa Makio Nonaka              | West 83S                            | D     | 75    | + 8 tours           |
| 5    | A      | 76 | Bellco West             | Hideki Ogawa Makio Nonaka              | Subaru EA81 1,8 l I4 Atmo           | D     | 75    | + 8 tours           |
| 6    | B      | 7  | Yours Sports            | Takashi Yorino Chikage Oguchi          | Mazda RX-7 254                      | D     | 71    | + 12 tours          |
| 6    | B      | 7  | Yours Sports            | Takashi Yorino Chikage Oguchi          | Mazda 13B 1,3 l Turbo 2-Rotor       | D     | 71    | + 12 tours          |
| 7    | A      | 69 | TMSC                    | Satoshi Fujita (en) Syuuji Fujii       | Toyota Starlet                      | ?     | 71    | + 12 tours          |
| 7    | A      | 69 | TMSC                    | Satoshi Fujita (en) Syuuji Fujii       | Toyota 4K 1,3 l I4 Atmo             | ?     | 71    | + 12 tours          |
| 8    | A      | 12 | KSCC                    | Yasumichi Hashimoto Masaharu Kinoshita | Toyota Starlet                      | ?     | 71    | + 12 tours          |
| 8    | A      | 12 | KSCC                    | Yasumichi Hashimoto Masaharu Kinoshita | Toyota 4K 1,3 l I4 Atmo             | ?     | 71    | + 12 tours          |
| 9    | A      | 21 | Suda Racing             | Yoshinori Sakurai Masafumi Suda        | Toyota Starlet                      | ?     | 69    | + 14 tours          |
| 9    | A      | 21 | Suda Racing             | Yoshinori Sakurai Masafumi Suda        | Toyota 4K 1,3 l I4 Atmo             | ?     | 69    | + 14 tours          |
| 10   | A      | 18 | ARCN                    | Kiyotaka Nonomura Mitsuo Yamamoto      | Nissan Sunny                        | ?     | 69    | + 14 tours          |
| 10   | A      | 18 | ARCN                    | Kiyotaka Nonomura Mitsuo Yamamoto      | Nissan A12 1,3 l I4 Atmo            | ?     | 69    | + 14 tours          |
| 11   | A      | 20 | Central 20 Racing Team  | Hiroshi Tomioka                        | Nissan Sunny                        | D     | 66    | + 17 tours          |
| 11   | A      | 20 | Central 20 Racing Team  | Hiroshi Tomioka                        | Nissan A12 1,3 l I4 Atmo            | D     | 66    | + 17 tours          |
| 12   | A      | 10 | Autobacs Racing Team    | Ron Brown Hideo Fukuyama               | Toyota Starlet                      | ?     | 55    | + 28 tours          |
| 12   | A      | 10 | Autobacs Racing Team    | Ron Brown Hideo Fukuyama               | Toyota 4K 1,3 l I4 Atmo             | ?     | 55    | + 28 tours          |
| Abd. | B      | 93 | Marukatsu Racing        | Tomohiko Tsutsumi Syuuroku Sasaki      | Chevrolet Corvette                  | D     | 51    |                     |
| Abd. | B      | 93 | Marukatsu Racing        | Tomohiko Tsutsumi Syuuroku Sasaki      | Chevrolet LS 7,4 l V8 Atmo          | D     | 51    |                     |
| Abd. | A      | 92 | NRC                     | Masahiro Kimoto Norimasa Sakamoto      | Toyota Starlet                      | D     | 44    |                     |
| Abd. | A      | 92 | NRC                     | Masahiro Kimoto Norimasa Sakamoto      | Toyota 4K 1,3 l I4 Atmo             | D     | 44    |                     |
| Abd. | A      | 16 | Hiro Racing             | Makoto Iwasaki Masashi Kitagawa        | Toyota Starlet                      | ?     | 36    |                     |
| Abd. | A      | 16 | Hiro Racing             | Makoto Iwasaki Masashi Kitagawa        | Toyota 4K 1,3 l I4 Atmo             | ?     | 36    |                     |
| Abd. | B      | 5  | MO Racing               | Hiroyuki Ono Kazuo Mogi                | Mazda RX-7 253                      | ?     | 9     |                     |
| Abd. | B      | 5  | MO Racing               | Hiroyuki Ono Kazuo Mogi                | Mazda 13B 1,3 l Turbo 2-Rotor       | ?     | 9     |                     |
| Abd. | B      | 8  | Yours Sports            | Takashi Tosa Hideki Okada              | Mazda RX-7 253                      | ?     | 9     |                     |
| Abd. | B      | 8  | Yours Sports            | Takashi Tosa Hideki Okada              | Mazda 13B 1,3 l Turbo 2-Rotor       | ?     | 9     |                     |
| Abd. | B      | 17 | Japan Sports Car Club   | Yoshimasa Matsumoto                    | Mazda RX-7                          | ?     | 7     |                     |
| Abd. | B      | 17 | Japan Sports Car Club   | Yoshimasa Matsumoto                    | Mazda 13B 1,3 l Turbo 2-Rotor       | ?     | 7     |                     |
| Abd. | A      | 11 | Cockpit Inazawa         | Shigehito Hirabayashi Kouji Satou      | Daihatsu Consorte (en)              | ?     | 4     |                     |
| Abd. | A      | 11 | Cockpit Inazawa         | Shigehito Hirabayashi Kouji Satou      | 1,3 l I4 Atmo                       | ?     | 4     |                     |
| Abd. | B      | 33 | Akeno Car               | Fumio Inagaki Masaaki Imai             | Mazda RX-7                          | ?     | 1     |                     |
| Abd. | B      | 33 | Akeno Car               | Fumio Inagaki Masaaki Imai             | Mazda 13B 1,3 l Turbo 2-Rotor       | ?     | 1     |                     |
| Abd. | B      | 6  | Capris Enterprise       | Kazuyoshi Sakamoto Kenji Iya           | Mazda RX-7 253                      | ?     | -     |                     |
| Abd. | B      | 6  | Capris Enterprise       | Kazuyoshi Sakamoto Kenji Iya           | Mazda 13B 1,3 l Turbo 2-Rotor       | ?     | -     |                     |
| Abd. | B      | 14 | Orient Speed            | Akihiko Kotou Syuuichi Ogata           | Isuzu Piazza                        | ?     | -     |                     |
| Abd. | B      | 14 | Orient Speed            | Akihiko Kotou Syuuichi Ogata           | GM 2,0 l I4 Atmo                    | ?     | -     |                     |

## Pole position et record du tour
- Pole position :  (#1 Trust Racing Team) en 2 min 15 s 440
- Meilleur tour en course :  Vern Schuppan (#1 Trust Racing Team) en 2 min 14 s 390

## À noter
- Longueur du circuit : 6,033 km
- Distance parcourue par les vainqueurs : 500,739 km